# Automeris rougeoti
Automeris rougeoti är en fjärilsart som beskrevs av Lemaire 1966. Automeris rougeoti ingår i släktet Automeris och familjen påfågelsspinnare. Inga underarter finns listade i Catalogue of Life.